# Libanon op de Olympische Spelen

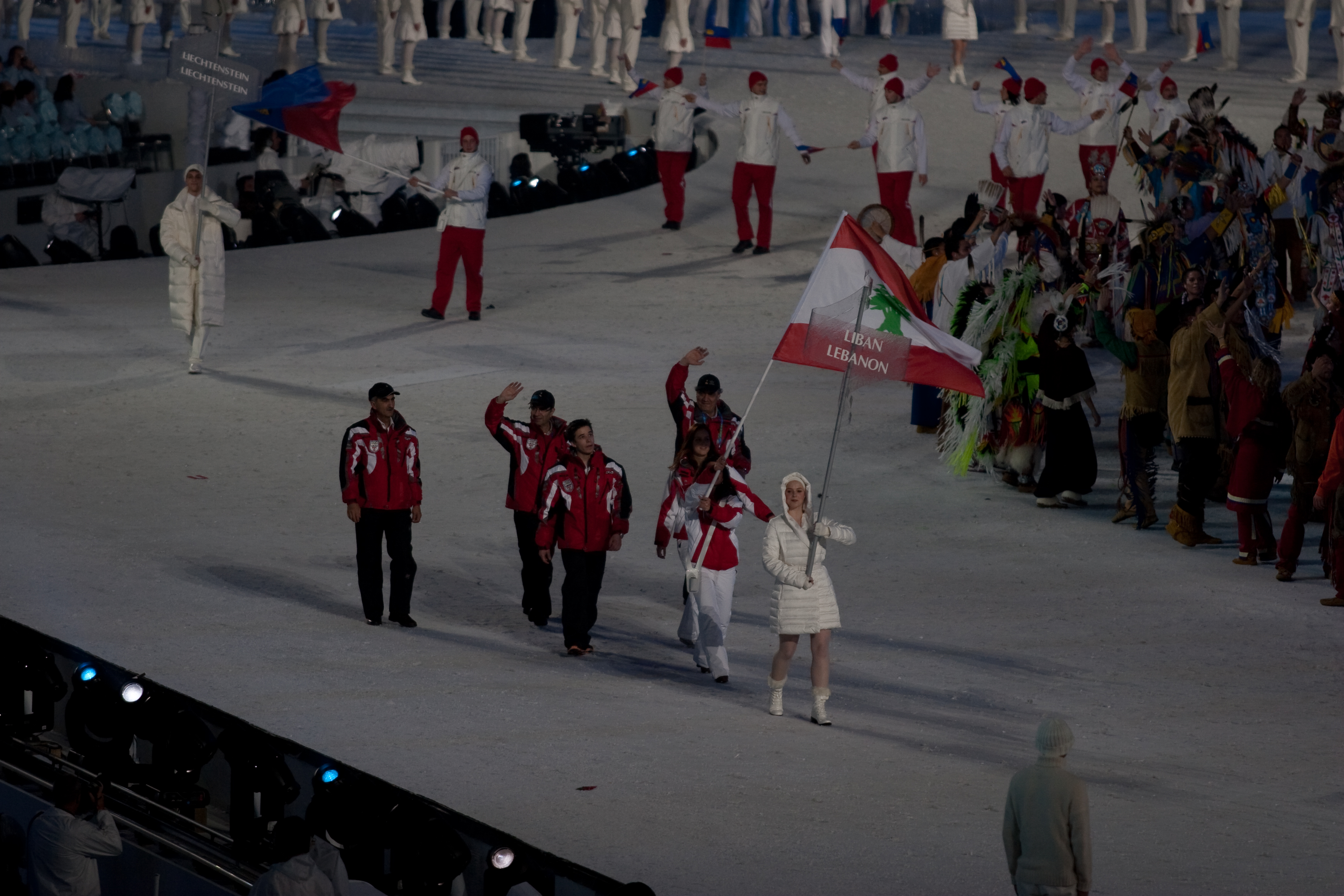
Tijdens de openingsceremonie van 2010

Libanon is een van de landen die deelneemt aan de Olympische Spelen. Libanon debuteerde op de Winterspelen van 1948. In datzelfde jaar kwam het voor het eerst uit op de Zomerspelen.
In 2024 nam Libanon voor de negentiende keer mee aan de Zomerspelen, in 2022 voor de achttiende keer aan de Winterspelen. Er werden in totaal vier medailles gewonnen, alle op de Zomerspelen. Deze medailles werden bij het worstelen in de grieks-romeinse stijl (3) en het gewichtheffen behaald. De eerste medaille werd in 1952 door worstelaar Zakaria Chihab behaald bij de bantamgewichten, de -voorlopig- laatste in 1980 door worstelaar Hassan Bchara bij de superzwaargewichten.

## Medailles en deelnames

### Overzicht
De tabel geeft een overzicht van de jaren waarin werd deelgenomen, het aantal gewonnen medailles en de eventuele plaats in het medailleklassement.
| Zomerspelen | Zomerspelen | Zomerspelen | Zomerspelen | Zomerspelen | Zomerspelen |        | Winterspelen | Winterspelen | Winterspelen | Winterspelen | Winterspelen | Winterspelen |
| Jaar        | Goud        | Zilver      | Brons       | Totaal      | Rang        | Jaar   | Goud         | Zilver       | Brons        | Totaal       | Rang         |              |
| 1948        | 0           | 0           | 0           | 0           | -           | 1948   | 0            | 0            | 0            | 0            | -            |              |
| 1952        | 0           | 1           | 1           | 2           | 32          | 1952   | 0            | 0            | 0            | 0            | -            |              |
| 1956        | -           | -           | -           | -           | -           | 1956   | 0            | 0            | 0            | 0            | -            |              |
| 1960        | 0           | 0           | 0           | 0           | -           | 1960   | 0            | 0            | 0            | 0            | -            |              |
| 1964        | 0           | 0           | 0           | 0           | -           | 1964   | 0            | 0            | 0            | 0            | -            |              |
| 1968        | 0           | 0           | 0           | 0           | -           | 1968   | 0            | 0            | 0            | 0            | -            |              |
| 1972        | 0           | 1           | 0           | 1           | 33          | 1972   | 0            | 0            | 0            | 0            | -            |              |
| 1976        | 0           | 0           | 0           | 0           | -           | 1976   | 0            | 0            | 0            | 0            | -            |              |
| 1980        | 0           | 0           | 1           | 1           | 35          | 1980   | 0            | 0            | 0            | 0            | -            |              |
| 1984        | 0           | 0           | 0           | 0           | -           | 1984   | 0            | 0            | 0            | 0            | -            |              |
| 1988        | 0           | 0           | 0           | 0           | -           | 1988   | 0            | 0            | 0            | 0            | -            |              |
| 1992        | 0           | 0           | 0           | 0           | -           | 1992   | 0            | 0            | 0            | 0            | -            |              |
| 1996        | 0           | 0           | 0           | 0           | -           | 1994   | -            | -            | -            | -            | -            |              |
| 2000        | 0           | 0           | 0           | 0           | -           | 1998   | -            | -            | -            | -            | -            |              |
| 2004        | 0           | 0           | 0           | 0           | -           | 2002   | 0            | 0            | 0            | 0            | -            |              |
| 2008        | 0           | 0           | 0           | 0           | -           | 2006   | 0            | 0            | 0            | 0            | -            |              |
| 2012        | 0           | 0           | 0           | 0           | -           | 2010   | 0            | 0            | 0            | 0            | -            |              |
| 2016        | 0           | 0           | 0           | 0           | -           | 2014   | 0            | 0            | 0            | 0            | -            |              |
| 2020        | 0           | 0           | 0           | 0           | -           | 2018   | 0            | 0            | 0            | 0            | -            |              |
| 2024        | 0           | 0           | 0           | 0           | -           | 2022   | 0            | 0            | 0            | 0            | -            |              |
| Totaal      | 0           | 2           | 2           | 4           |             | Totaal | 0            | 0            | 0            | 0            |              |              |
| Tot. Z+W    | 0           | 2           | 2           | 4           |             |        |              |              |              |              |              |              |

### Per deelnemer
| Jaar | Sport         | Olympiër         | Onderdeel                             | Medaille |
| ---- | ------------- | ---------------- | ------------------------------------- | -------- |
| 1952 | Worstelen     | Zakaria Chihab   | grieks-romeins, bantamgewicht (m)     | Zilver   |
| 1952 | Worstelen     | Khalil Taha      | grieks-romeins, weltergewicht (m)     | Brons    |
| 1972 | Gewichtheffen | Mohamed Trabulsi | middengewicht (m)                     | Zilver   |
| 1980 | Worstelen     | Hassan Bchara    | grieks-romeins, superzwaargewicht (m) | Brons    |

Afghanistan · Albanië · Algerije · Amerikaans-Samoa · Amerikaanse Maagdeneilanden · Andorra · Angola · Antigua en Barbuda · Argentinië · Armenië · Aruba · Australië · Azerbeidzjan · Bahama's · Bahrein · Bangladesh · Barbados · België · Belize · Benin · Bermuda · Bhutan · Bolivia · Bosnië en Herzegovina · Botswana · Brazilië · Britse Maagdeneilanden · Brunei · Bulgarije · Burkina Faso · Burundi · Cambodja · Canada · Centraal-Afrikaanse Republiek · Chili · China · Chinees Taipei · Colombia · Comoren · Congo-Brazzaville · Congo-Kinshasa · Cookeilanden · Costa Rica · Cuba · Cyprus · Denemarken · Djibouti · Dominica · Dominicaanse Republiek · Duitsland · Ecuador · Egypte · El Salvador · Equatoriaal-Guinea · Eritrea · Estland · Ethiopië · Fiji · Filipijnen · Finland · Frankrijk · Gabon · Gambia · Georgië · Ghana · Grenada · Griekenland · Groot-Brittannië · Guam · Guatemala · Guinee · Guinee-Bissau · Guyana · Haïti · Honduras · Hongarije · Hongkong · Ierland · IJsland · India · Indonesië · Irak · Iran · Israël · Italië · Ivoorkust · Jamaica · Japan · Jemen · Jordanië · Kaaimaneilanden · Kaapverdië · Kameroen · Kazachstan · Kenia · Kirgizië · Kiribati · Koeweit · Kosovo · Kroatië · Laos · Lesotho · Letland · Libanon · Liberia · Libië · Liechtenstein · Litouwen · Luxemburg · Madagaskar · Malawi · Malediven · Maleisië · Mali · Malta · Marokko · Marshalleilanden · Mauritanië · Mauritius · Mexico · Micronesië · Moldavië · Monaco · Mongolië · Montenegro · Mozambique · Myanmar · Namibië · Nauru · Nederland · Nepal · Nicaragua · Nieuw-Zeeland · Niger · Nigeria · Noord-Korea · Noord-Macedonië · Noorwegen · Oeganda · Oekraïne · Oezbekistan · Oman · Oost-Timor · Oostenrijk · Pakistan · Palau · Palestina · Panama · Papoea-Nieuw-Guinea · Paraguay · Peru · Polen · Portugal · Puerto Rico · Qatar · Roemenië · Rusland · Rwanda · Saint Kitts en Nevis · Saint Lucia · Saint Vincent en de Grenadines · Salomonseilanden · Samoa · San Marino · Saoedi-Arabië · Sao Tomé en Principe · Senegal · Servië · Seychellen · Sierra Leone · Singapore · Slovenië · Slowakije · Somalië · Spanje · Sri Lanka · Soedan · Suriname · Swaziland · Syrië · Tadzjikistan · Tanzania · Thailand · Togo · Tonga · Trinidad en Tobago · Tsjaad · Tsjechië · Tunesië · Turkije · Turkmenistan · Tuvalu · Uruguay · Vanuatu · Venezuela · Verenigde Arabische Emiraten · Verenigde Staten · Vietnam · Wit-Rusland · Zambia · Zimbabwe · Zuid-Afrika · Zuid-Korea · Zuid-Soedan · Zweden · Zwitserland
Historische landen: Bohemen · Bondsrepubliek Duitsland · Brits-Indië · Duitse Democratische Republiek · Joegoslavië · Malaya · Nederlandse Antillen · Noord-Borneo · Noord-Jemen · Saarland · Servië en Montenegro · Sovjet-Unie · Tsjecho-Slowakije · West-Indische Federatie · Zuid-Jemen
Bijzondere deelnames: Onafhankelijke olympische atleten · Vluchtelingenteam 
 Australazië · Duits Eenheidsteam · Gemengd team · Gezamenlijk Team